# The Very Best Of
The Very Best Of: L.A. Guns är ett samlingsalbum av L.A. Guns som släpptes 2006.

## Låtlista
1. Rip And Tear
2. Slap In The Face
3. Ballad Of Jayne
4. Electric Gypsy
5. Sex Action
6. Showdown (Riot On Sunset)
7. Ritual
8. One More Reason
9. Never Enough
10. Letting Go
11. Bitch Is Back
12. Hollywood Tease